# Luis Bullido
Luis Bullido Arroyo (Toledo, 9 de octubre de 1978) es un deportista español que compitió en atletismo adaptado. Ganó cinco medallas en los Juegos Paralímpicos de Verano en los años 2000 y 2004.

## Palmarés internacional
| Juegos Paralímpicos | Juegos Paralímpicos | Juegos Paralímpicos | Juegos Paralímpicos |
| Año                 | Lugar               | Medalla             | Prueba              |
| ------------------- | ------------------- | ------------------- | ------------------- |
| 2000                | Sídney (Australia)  | Medalla de plata    | 400 m T11           |
| 2000                | Sídney (Australia)  | Medalla de plata    | 4 × 400 m T13       |
| 2004                | Atenas (Grecia)     | Medalla de plata    | 200 m T11           |
| 2004                | Atenas (Grecia)     | Medalla de plata    | 400 m T11           |
| 2004                | Atenas (Grecia)     | Medalla de bronce   | 100 m T11           |